# Турдера
Турдера (кат. Tordera) — муніципалітет в Іспанії, входить в провінцію Барселона в складі автономної спільноти Каталонія. Муніципалітет знаходиться в складі району (комарки) Маресме. Місто заходиться на відстані 64 км від Барселони, і 36 км від Жирони. Навколо міста розташовується Національний парк Монтнегре.
Економіка міста заснована на сільському господарстві, особливо на виробництві кришок для пляшок. Останнім часом розвивається тактильна промисловість та будівництво.
Річка Тордера протікає через все місто.
Римська церква Святого Стефана знаходиться в центрі міста: частина вівтаря оригінальна, але задня частина була відремонтована в 16-18 століттях.
Місто відоме на все узбережжя Коста Брава завдяки розважальному комплексу кастель Медьівал. Комплекс розрахований на декілька тисяч осіб. Тут проводяться одні з відомих виступів фламенко на півночі Іспанії, а також лицарські турніри.